# 卡夫拉德莫拉
卡夫拉德莫拉，是西班牙阿拉贡自治区特鲁埃尔省的一个市镇。总面积34平方公里，总人口108人（2001年），人口密度3人/平方公里。